# Evil Never Dies
Evil Never Dies är debutalbumet till det amerikanska black metal/thrash metal-bandet Toxic Holocaust, utgivet 2003 av skivbolaget Witches Brew. En remastrad utgåva utgavs 2008 av Relapse Records.

## Låtlista
1. "Evil Never Dies" (instrumental) – 1:20
2. "War Is Hell" – 3:23
3. "Enemy of Jesus" – 2:54
4. "Damned to Fire" – 2:03
5. "Exxxecutioner" – 3:16
6. "666" – 2:08
7. "Summon the Beast" – 4:28
8. "Demise" – 1:38
9. "Warfare" – 1:44
10. "Dead to the World" – 2:43
11. "Fallout" – 3:18
12. "Atomik Destruktor" – 3:16

- Text och musik: Joel Grind

## Medverkande
Musiker (Toxic Holocaust-medlemmar)
- Joel Grind – sång, gitarr, basgitarr, trummor

Produktion
- Jake Karns – omslagskonst
- Mick Mullin – re-mastering (2008-utgåvan)